# Skidskytte vid olympiska vinterspelen för ungdomar 2024
Skidskytte vid olympiska vinterspelen för ungdomar 2024 arrangerades i Alpensia längdåkningsarena i Gangwon i Sydkorea mellan den 20 och 24 januari 2024.

## Program
Alla tider är koreansk normaltid (UTC+9)
| Datum      | Tid   | Gren                      |
| ---------- | ----- | ------------------------- |
| 20 januari | 11:00 | Damernas 10 km distans    |
| 20 januari | 14:00 | Herrarnas 12,5 km distans |
| 21 januari | 11:00 | Singelmixstafett          |
| 23 januari | 10:30 | Herrarnas 7,5 km sprint   |
| 23 januari | 13:30 | Damernas 6 km sprint      |
| 24 januari | 10:30 | Mixstafett                |

## Medaljörer
| Gren                                    | Guld                                                                         | Guld                                                      | Silver                                                        | Silver                                        | Brons                                                                    | Brons                                                     |
| Herrarnas sprint (7,5 km) Detaljer...   | Antonin Guy Frankrike                                                        | 20.57,7 (0+1)                                             | Tov Røysland Norge                                            | 21.29,5 (0+1)                                 | Flavio Guy Frankrike                                                     | 21.55,2 (3+1)                                             |
| Herrarnas distans (12,5 km) Detaljer... | Antonin Guy Frankrike                                                        | 41.45,2 (1+1+0+1)                                         | Storm Veitsle Norge                                           | 42.25,5 (2+0+1+0)                             | Markus Sklenárik Slovakien                                               | 43.01,5 (1+0+0+0)                                         |
|                                         |                                                                              |                                                           |                                                               |                                               |                                                                          |                                                           |
| Damernas sprint (6 km) Detaljer...      | Carlotta Gautero Italien                                                     | 19.40,2 (1+0)                                             | Ela Sever Slovenien                                           | 20.15,3 (2+1)                                 | Polina Putsko Ukraina                                                    | 20.54,1 (0+1)                                             |
| Damernas distans (10 km) Detaljer...    | Ilona Plecháčová Tjeckien                                                    | 37.03,4 (0+1+0+0)                                         | Marie Keudel Tyskland                                         | 38.13,1 (0+0+1+1)                             | Nayeli Mariotti Cavagnet Italien                                         | 38.23,0 (0+1+1+1)                                         |
|                                         |                                                                              |                                                           |                                                               |                                               |                                                                          |                                                           |
| Singelmixstafett Detaljer...            | Frankrike Alice Dusserre Antonin Guy                                         | 44.08,2 (0+0) (0+2) (0+2) (0+0) (0+0) (0+0) (0+0) (0+1)   | Tyskland Marie Keudel Korbinian Kübler                        | 44.58,2 (0+0) (0+2) (0+0) (0+1) (0+0) (0+2)   | Norge Eiril Nordbø Storm Veitsle                                         | 44.58,5 (0+2) (0+1) (0+0) (1+3) (0+1) (0+1) (0+0) (0+1)   |
| Mixstafett Detaljer...                  | Italien Nayeli Mariotti Cavagnet Carlotta Gautero Hannes Bacher Michel Deval | 1:15.12,4 (0+0) (0+1) (0+0) (0+2) (1+3) (2+3) (0+1) (0+1) | Frankrike Alice Dusserre Louise Roguet Flavio Guy Antonin Guy | 1:16.25,4 (0+1) (0+1) (0+2) (1+3) (0+0) (0+1) | Tjeckien Heda Mikolášová Ilona Plecháčová Jakub Neuhäuser Lukáš Kulhánek | 1:18.23,4 (0+2) (0+1) (0+0) (0+1) (1+3) (1+3) (1+3) (2+3) |

## Medaljtabell
*   Värdland ( Sydkorea)
| Nr                  | Nation              | Guld | Silver | Brons | Totalt |
| ------------------- | ------------------- | ---- | ------ | ----- | ------ |
| 1                   | Frankrike           | 3    | 1      | 1     | 5      |
| 2                   | Italien             | 2    | 0      | 1     | 3      |
| 3                   | Tjeckien            | 1    | 0      | 1     | 2      |
| 4                   | Norge               | 0    | 2      | 1     | 3      |
| 5                   | Tyskland            | 0    | 2      | 0     | 2      |
| 6                   | Slovenien           | 0    | 1      | 0     | 1      |
| 7                   | Ukraina             | 0    | 0      | 1     | 1      |
| 7                   | Slovakien           | 0    | 0      | 1     | 1      |
| Totalt (8 nationer) | Totalt (8 nationer) | 6    | 6      | 6     | 18     |